# CR-Mannigfaltigkeit
In der Mathematik ist der Begriff der CR-Mannigfaltigkeit eine Formalisierung der Struktur reeller Hyperflächen im {\displaystyle \mathbb {C} ^{n}}. Die Abkürzung CR bezieht sich auf Augustin-Louis Cauchy und Bernhard Riemann.

## Definition
Eine differenzierbare Mannigfaltigkeit {\displaystyle M} ist eine CR-Mannigfaltigkeit, wenn es ein integrables Unterbündel {\displaystyle H} des komplexifizierten Tangentialbündels {\displaystyle TM\otimes \mathbb {C} } gibt, für dessen komplex konjugiertes Unterbündel {\displaystyle {\overline {H}}} punktweise {\displaystyle H\cap {\overline {H}}=\left\{0\right\}} gilt. (Die Integrabilitätsbedingung bedeutet, dass für alle komplexen Vektorfelder {\displaystyle U,V} in {\displaystyle H} auch der Kommutator {\displaystyle \left[U,V\right]} in {\displaystyle H} liegt.)
Eine äquivalente Definition ist, dass es eine Distribution {\displaystyle D} mit einer fast-komplexen Struktur {\displaystyle J} gibt, so dass für alle reellen Vektorfelder {\displaystyle X,Y} in {\displaystyle D} auch {\displaystyle \left[JX,JY\right]-\left[X,Y\right]} in {\displaystyle D} liegt und gleich {\displaystyle J(\left[JX,Y\right]+\left[X,JY\right])} ist.

## Beispiel
Sei {\displaystyle M\subset \mathbb {C} ^{n}} eine reelle Untermannigfaltigkeit, in lokalen Koordinaten lässt sie sich schreiben als Nullstellenmenge differenzierbarer Funktionen {\displaystyle M\cap U=\left\{z\in \mathbb {C} ^{n}\colon F_{1}(z)=\ldots =F_{k}(z)=0\right\}} mit Differential maximalen Rangs. Sei {\displaystyle \partial \colon \Omega ^{p,q}\to \Omega ^{p+1,q}} der Dolbeault-Operator. Wenn {\displaystyle \partial F_{1}\wedge \ldots \wedge \partial F_{k}} nirgendwo verschwindet, dann ist {\displaystyle M} eine CR-Mannigfaltigkeit.
Eine CR-Struktur heißt realisierbar, wenn sie CR-diffeomorph zu einer reellen Untermannigfaltigkeit eines {\displaystyle \mathbb {C} ^{n}} ist.